# Брусникина, Ольга Александровна
О́льга Алекса́ндровна Брусни́кина (род. 9 ноября 1978 года в Москве, СССР) — российская спортсменка, российская пловчиха, заслуженный мастер спорта по синхронному плаванию. Трёхкратная олимпийская чемпионка (Сидней-2000 — дуэт и группа, Афины-2004 — группа), многократная чемпионка мира и Европы. В дуэте долгие годы выступала с Марией Киселёвой.

## Биография
Начала заниматься синхронным плаванием в 14-летнем возрасте, в 1993 году выиграла юношеский чемпионат мира. Выпускница Российского государственного университета физической культуры. Выступала за МГФСО «Динамо». В 2001 году была награждена орденом Почёта. Завершила спортивную карьеру в 2004 году.
В 2009 году включена в Зал Славы мирового плавания.
14 августа 2006 года родила сына Илью.
В настоящее время — член Совета при Президенте РФ по физической культуре и спорту, член Исполкома Олимпийского комитета России. Председатель Комиссии спортсменов при ОКР. Летом 2009 года попробовала себя в качестве судьи на соревнованиях по синхронному плаванию.
Имеет воинское звание — капитан Федеральной пограничной службы.

### Общественная позиция
В 2024 году была доверенным лицом кандидата в президенты России Владимира Путина.

## Награды
- Орден Почёта (19 апреля 2001) — за большой вклад в развитие физической культуры и спорта, высокие спортивные достижения на Играх XXVII Олимпиады 2000 года в Сиднее[9]
- Орден Дружбы (28 февраля 2023) - за заслуги в развитии физической культуры и спорта, многолетнюю добросовестную работу[10]